# Blåbärssoppa
La blåbärssoppa, zuppa di mirtillo, è una bevanda svedese ottenuta dal mirtillo nero, che può essere servita fredda o calda. La bevanda è dolce e contiene amido il quale dà una consistenza leggermente densa.

## Usi
La blåbärssoppa è tradizionalmente servita ai partecipanti della maratona sciistica Vasaloppet, essendo ricca di energia. I mirtilli sono stati tradizionalmente usati per combattere i disagi gastrointestinali e, in Svezia, la blåbärssoppa è spesso considerata un alimento adatto alle persone con problemi di stomaco, anche perché ricco di energia. Viene meglio servita in un bicchierino con 50% di vodka e 50% di blåbärssoppa con al di sopra crema montata; viene chiamata blåbärshot.
Negli USA la blåbärssoppa è importata e venduta sotto il nome commerciale Blåbär, per quanto non sia ottenuta dalla sezione Cyanococcus del genere vaccinium nordamericano bensì dal mirtillo nero, vaccinium myrtillus, che cresce allo stato naturale presso la Scandinavia e altre parti dell'Europa.
La parola svedese per il mirtillo negro, blåbär, significa letteralmente "mirtillo".
La blåbärssoppa può essere realizzata in casa da mirtilli, zucchero, acqua e fecola di patate o essere comprata già fatta o in forma liofilizzata, da mischiare con acqua. Proprio per tali ragioni, questo alimento viene correlata al kissel, una bevanda dolce diffusa in vari paesi del nord Europa.